# Димонци
Димонци (на гръцки: Άγιος Χαράλαμπος, Агиос Хараламбос, до 1926 Δημούτσα, Димуца) е село в Егейска Македония, Гърция, дем Кукуш (Килкис) на административна област Централна Македония. Димонци има население от 163 души (2001).

## География
Селото се намира в Дойранската котловина на около 5 километра североизточно от Дойран (Дойрани).

## История

### В Османската империя
В „Етнография на вилаетите Адрианопол, Монастир и Салоника“, издадена в Константинопол в 1878 година и отразяваща статистиката на населението от 1873 година, Димонци (Dimontzi) е посочено като селище в Дойранска каза с 19 домакинства, като жителите му са 48 българи.
Към 1900 година според статистиката на Васил Кънчов („Македония. Етнография и статистика“) Димонци е село в Дойранска каза и брои 70 жители българи.
Цялото население на селото е под върховенството на Българската екзархия. По данни на секретаря на екзархията Димитър Мишев („La Macédoine et sa Population Chrétienne“) в 1905 година в Димонци (Dimontzi) има 64 българи екзархисти.

### В Гърция
В 1913 година след Междусъюзническата война селото попада в Гърция и българските му жители се изселват в България. В 20-те години на тяхно място са заселени гърци бежанци. В 1928 година в селото е чисто бежанско и има 28 бежански семейства със 78 жители. В 1926 година селото е прекръстено на Агиос Хараламбос.